# Абеак
Абеак — царь сираков в Меотиде в I веке до н. э. Упомянут Страбоном (Книга XI.5,8), как современник Фарнака II Боспорского. Во время войны в 47 году до н. э. командовал армией численностью в 20 тысяч всадников. Владения Абеака располагались в северокавказских степях.